# Pietà (Giovanni Bellini Brera)
La Pietà (o Cristo morto sorretto da Maria e Giovanni) è un dipinto a tempera su tavola (86x107 cm) di Giovanni Bellini, databile al 1465-1470 circa e conservata nella Pinacoteca di Brera a Milano.

## Storia
La tavola viene di solito datata a quegli anni in cui la produzione di Giovanni Bellini va affrancandosi con decisione dall'influenza del cognato Andrea Mantegna, a cui l'artista era legato, oltre che dalla parentela, per comuni interessi culturali.
Il dipinto, già nella collezione Sampieri a Bologna (catalogata n. 454) entrò a Brera nel 1811, su donazione del viceré del Regno d'Italia Eugenio di Beauharnais. Attualmente è collocato alla conclusione del corridoio dei pittori veneti del Rinascimento, introducendo la sala allestita da Ermanno Olmi per il Cristo morto del Mantegna.

## Descrizione e stile
Il corpo di Cristo morto è sorretto dalla Vergine (a sinistra) e da san Giovanni a destra, con un'evidente facilità che tradisce una certa mancanza di peso. La mano di Gesù poggia in primo piano su una lastra marmorea su cui si trova la firma dell'artista e una frase tratta dal libro delle Elegie di Properzio (HAEC FERE QVVM GEMITVS TVRGENTIA LVMINA PROMANT / BELLINI POTERAT FLERE IOANNIS OPVS, "Questi occhi gonfi quasi emetteranno gemiti, quest'opera di Giovanni Bellini potrà spargere lacrime"), secondo uno schema derivato dalla pittura fiamminga, già usato da Mantegna e dagli artisti padovani. Tale artificio separa il mondo reale dello spettatore da quello dipinto, ma tramite la travalicazione di questo confine, operata in questo caso dalla mano, si tenta un'illusoria fusione tra i due mondi.

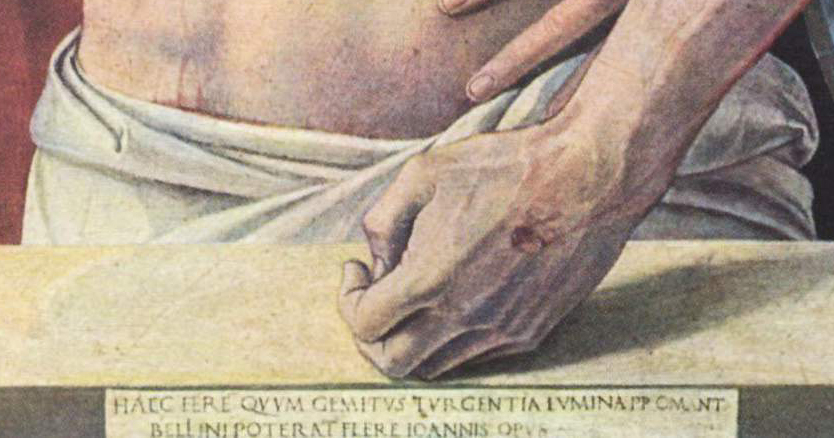
La mano e la firma

L'incisività delle linee di contorno e i grafismi (nei capelli di Giovanni dipinti uno a uno o nella vena pulsante del braccio di Cristo) rimandano ancora alla lezione mantegnesca, ma l'uso del colore e della luce è ben diverso da quello del cognato. I toni sono infatti ammorbiditi e cercano di restituire un effetto di illuminazione naturale, di una chiara giornata all'aperto, fredda e metallica quale un'alba di rinascita, che asseconda il senso angoscioso della scena, facendo in un certo senso da cassa di risonanza delle emozioni umane. La luce si impasta nei colori addolcendo la rappresentazione, grazie alla particolare stesura della tempera a tratti finissimi ravvicinati.
Più che concentrarsi sullo spazio prospettico, a Bellini sembra piuttosto interessare la rappresentazione della dolente umanità dei protagonisti, derivata dall'esempio di Rogier van der Weyden, secondo uno stile che divenne poi una delle caratteristiche più tipiche della sua arte. I volumi statuari delle figure, che campeggiano isolate contro il cielo chiaro, amplificano il dramma, che si condensa nel muto dialogo tra madre e figlio, mentre lo sguardo di san Giovanni tradisce un composto sgomento. Lo scambio di emozioni si riflette poi nel sapiente gioco delle mani, con un senso di dolore ed amarezza.